# Erythrura cyaneovirens
Il diamante delle Samoa (Erythrura cyaneovirens Peale, 1848) è un uccello passeriforme della famiglia degli Estrildidi.

## Tassonomia
In passato a questa specie venivano acritte numerose sottospecie, fra cui il diamante di Peale (attualmente considerato una specie a sé stante), oltre ad altre (sottospecie efatensis e serena) attualmente ascritte con il medesimo rango al congenere diamante reale, che a sua volta un tempo veniva ascritto a questa specie col rango di sottospecie (Erythrura cyaneovirens regia). Se ne riconoscono pertanto due sottospecie:
- Erythrura cyaneovirens cyaneovirens, la sottospecie nominale, diffusa sull'isola di Upolu;
- Erythrura cyaneovirens gaughrani, diffusa sull'isola di Savai'i;

Il nome scientifico della specie deriva dall'unione della parola greca κυανός (kyanos, col significato di "azzurro") con quella latina virēns, "verde", in riferimento alla livrea di questi uccelli.

## Distribuzione
Questo uccello è endemico delle isole Samoa, dove abita le aree di foresta pluviale inframezzate da radure più o meno estese e con presenza di fonti d'acqua dolce permanente.

## Descrizione

### Dimensioni
Misura circa 11 cm di lunghezza, coda compresa.

### Aspetto
L'aspetto è massiccio, con grosso becco conico di colore nero. Il piumaggio è principalmente di colore verde, con presenza di un cappuccio rosso sulla testa che è orlato da una gualdrappa di penne di colore verde-azzurro su dorso, spalle e petto, mentre attorno al becco e sulla gola è presente una bavetta nera: il codione è rosso, le zampe sono di color carnicino. Nella femmina la colorazione azzurra è meno evidente ed i colori sono generalmente più spenti.

## Biologia
Si tratta di uccelli che si muovono principalmente nel pomeriggio ed al tramonto, dalle abitudini principalmente solitarie ma che si possono trovare anche in coppie, che si muovono con circospezione fra l'erba alta alla ricerca di cibo.

### Alimentazione
Il diamante delle Samoa è un uccello granivoro, che rompe e sgrana i piccoli semi col forte becco, non disdegnando tuttavia di integrare la propria dieta con frutta, germogli e di tanto in tanto anche con piccoli insetti, specialmente durante la stagione riproduttiva.

### Riproduzione
La stagione riproduttiva di questi uccelli comincia attorno al mese di settembre e comprende generalmente due covate.
Ambedue i sessi collaborano alla costruzione del nido (sebbene pare sia soprattutto la femmina ad incaricarsene), che ha una forma globosa, misura circa 15 cm di circonferenza e consta di una camera di cova centrale raggiungibile tramite un corto corridoio tubolare. Il nido è costituito principalmente da fili d'erba secca intrecciati, cui si aggiungono lanugine, penne e rametti di piccole dimensioni: esso viene generalmente ubicato nel folto della vegetazione ed utilizzato per una singola cova.

All'interno del nido vengono deposte 3-4 uova la cui cova è appannaggio soprattutto della femmina, col maschio che rimane nei pressi a sorvegliare il nido per poi entrarvi a riposare durante la notte. L'incubazione delle uova dura circa due settimane, al termine delle quali schiudono pulli ciechi ed implumi che vengono accuditi da ambedue i genitori: i piccoli sono in grado di involarsi attorno alle 3 settimane di vita, ma tendono a rimanere coi genitori (che nel frattempo possono portare avanti una nuova cova, senza peraltro dimostrarsi aggressivi verso i nidiacei più anziani) per almeno un'altra settimana.